# Anatole Delassus
Anatole Delassus, född 8 januari 2001, är en fransk kanotist som tävlar i kanotslalom. Hans syskon Doriane och Marjorie tävlar också i kanotsport.

## Karriär
Vid EM 2025 i Vaires-sur-Marne tog Tacen silver i lagtävlingen i K1 tillsammans med Titouan Castryck och Benjamin Renia.